# 2015年のアメリカンリーグチャンピオンシップシリーズ
2015年の野球において、メジャーリーグベースボール（MLB）のポストシーズンは10月6日に開幕した。アメリカンリーグの第46回リーグチャンピオンシップシリーズ（英語: 46th American League Championship Series、以下「リーグ優勝決定戦」と表記）は、16日から23日にかけて計6試合が開催された。その結果、カンザスシティ・ロイヤルズ（中地区）がトロント・ブルージェイズ（東地区）を4勝2敗で下し、2年連続4回目のリーグ優勝およびワールドシリーズ進出を果たした。
両球団がポストシーズンで対戦するのは、1985年のリーグ優勝決定戦以来30年ぶり2度目。そのシリーズと今シリーズでは第5戦までの勝敗が逆になっていたが、ロイヤルズがシリーズを制するという結果は変わらなかった。シリーズMVPには、第1戦で2二塁打を放ち2得点を記録するなど、6試合で打率.478・5打点・6得点・OPS 1.134という成績を残したロイヤルズのアルシデス・エスコバーが選出された。このあとロイヤルズは、ワールドシリーズでもナショナルリーグ王者ニューヨーク・メッツを4勝1敗で下し、30年ぶり2度目の優勝を成し遂げた。
ブルージェイズの本拠地球場ロジャーズ・センターは野球専用球場ではなくカナディアンフットボールでも使用され、CFLのトロント・アルゴノーツも本拠地としていた。17日と23日の両日、今シリーズはロイヤルズの本拠地球場カウフマン・スタジアムで開催することになっており、ロジャーズ・センターではアルゴノーツが試合を行う予定だった。ただ、フィールドをカナディアンフットボール仕様→野球仕様→カナディアンフットボール仕様と繰り返し変更する時間がとれないことから、アルゴノーツは両日の試合開催地をオンタリオ州トロントのロジャーズ・センターから同州ハミルトンのティム・ホートンズ・フィールドへ移さざるを得なくなった。

## 両チームの2015年
10月14日、まず先に行われた試合でブルージェイズ（東地区優勝）が、そのあとの試合ではロイヤルズ（中地区優勝）が、それぞれ地区シリーズ突破を決めてリーグ優勝決定戦へ駒を進めた。
2014年、ロイヤルズの29年ぶりポストシーズン出場により、ポストシーズンから最も遠ざかる球団の座は、同年を83勝79敗の地区3位で終えたブルージェイズへ移った。ブルージェイズは22年ぶりのポストシーズン進出を目指し、三塁手にジョシュ・ドナルドソンを、捕手にラッセル・マーティンを補強した。しかし2015年は開幕から低迷し、5月終了時点で23勝29敗と出遅れる。前半戦終了時も45勝46敗で、地区首位ニューヨーク・ヤンキースとは4.5ゲーム差離れていた。これを受けてチームは7月31日のトレード期限までに複数の交渉をまとめ、正遊撃手どうしの交換でホセ・レイエスを放出してトロイ・トゥロウィツキーを獲得したり、エースとしてデビッド・プライスを迎え入れたりした。8月1日以降は40勝18敗と勝率が急上昇し、その間にヤンキースを抜いて地区首位に浮上すると、9月30日に地区優勝を決めた。平均得点5.50はリーグ最高、防御率3.80はリーグ5位。新加入のドナルドソンは打撃で41本塁打・123打点を挙げただけでなく、守備では打球を追って客席に飛び込むなど、精神的にもチームを鼓舞する役割を担った。投手陣は後半戦に入ってプライスを含む先発投手3人が防御率2点台を記録し、トゥロウィツキーの加入により内野守備が向上したことも相まって、先発防御率が前半戦の4.46から1点以上良化した。地区シリーズではテキサス・レンジャーズを3勝2敗で下した。
ロイヤルズは2014年、89勝73敗の地区2位でワイルドカードとしてポストシーズンに進出し、そこから勝ち進んでワールドシリーズ制覇まであと1勝に迫った。オフにはエースのジェームズ・シールズをはじめ、野手のビリー・バトラーや青木宣親らがFAで抜け、エディンソン・ボルケスやケンドリス・モラレス、アレックス・リオスらが加わった。ただ、各種媒体の予想では2015年のロイヤルズについて、勝利数を70勝台、地区順位を3〜4位としているものが多かった。それらの予想に反して、ロイヤルズは開幕から地区首位を争う。6月8日からは1.0ゲーム差で追う首位ミネソタ・ツインズとの敵地3連戦に全勝して逆転し、前半戦終了時点ではその差を4.5ゲームに広げた。7月31日のトレード期限までには、先発投手のジョニー・クエトとユーティリティーのベン・ゾブリストを相次いで獲得し、さらに戦力を向上させた。これらの補強は、地区優勝を目指すためのものというよりは、その先のポストシーズンでの戦いを見据えてのものだった。こうしてロイヤルズの地区優勝は9月24日に、MLB全6地区のなかで最も早く決まった。平均得点4.47はリーグ6位、防御率3.73はリーグ3位。ボルケスやモラレスらオフのFA補強が成功したのに加え、ロレンゾ・ケインやマイク・ムスタカスら1年前の躍進を経験した選手の成長も強みとなった。地区シリーズではヒューストン・アストロズを3勝2敗で下した。
リーグ優勝決定戦の第1・2・6・7戦を本拠地で開催できる "ホームフィールド・アドバンテージ" は、地区優勝球団どうしが対戦する場合はレギュラーシーズンの勝率がより高いほうの球団に、地区優勝球団とワイルドカード球団が対戦する場合は地区優勝球団に与えられる。したがって今シリーズでは、ロイヤルズがアドバンテージを得る。この年のレギュラーシーズンでは両球団は7試合対戦し、ブルージェイズが4勝3敗と勝ち越していた。

## ロースター
両チームの出場選手登録（ロースター）は以下の通り。
- 名前の横の★はこの年のオールスターゲームに選出された選手を、＃はレギュラーシーズン開幕後に入団した選手を示す。
- 年齢は今シリーズ開幕時点でのもの。

| トロント・ブルージェイズ | トロント・ブルージェイズ | トロント・ブルージェイズ | トロント・ブルージェイズ     | トロント・ブルージェイズ | トロント・ブルージェイズ | トロント・ブルージェイズ | カンザスシティ・ロイヤルズ | カンザスシティ・ロイヤルズ | カンザスシティ・ロイヤルズ | カンザスシティ・ロイヤルズ | カンザスシティ・ロイヤルズ | カンザスシティ・ロイヤルズ | カンザスシティ・ロイヤルズ |
| 守備位置                 | 背番号                   | 出身                     | 選手                         | 投                       | 打                       | 年齢                     | 守備位置                   | 背番号                     | 出身                       | 選手                       | 投                         | 打                         | 年齢                       |
| ------------------------ | ------------------------ | ------------------------ | ---------------------------- | ------------------------ | ------------------------ | ------------------------ | -------------------------- | -------------------------- | -------------------------- | -------------------------- | -------------------------- | -------------------------- | -------------------------- |
| 投手                     | 43                       | アメリカ合衆国の旗       | R.A.ディッキー               | 右                       | 右                       | 40                       | 投手                       | 47                         | ドミニカ共和国の旗         | ジョニー・クエト＃         | 右                         | 右                         | 29                         |
| 投手                     | 25                       | メキシコの旗             | マルコ・エストラーダ         | 右                       | 右                       | 32                       | 投手                       | 17                         | アメリカ合衆国の旗         | ウェイド・デービス★        | 右                         | 右                         | 30                         |
| 投手                     | 32                       | アメリカ合衆国の旗       | ラトロイ・ホーキンス＃       | 右                       | 右                       | 42                       | 投手                       | 41                         | アメリカ合衆国の旗         | ダニー・ダフィー           | 左                         | 左                         | 26                         |
| 投手                     | 31                       | オーストラリアの旗       | リアム・ヘンドリックス       | 右                       | 右                       | 26                       | 投手                       | 40                         | ドミニカ共和国の旗         | ケルビン・ヘレーラ★        | 右                         | 右                         | 25                         |
| 投手                     | 62                       | アメリカ合衆国の旗       | アーロン・ループ             | 左                       | 左                       | 27                       | 投手                       | 44                         | アメリカ合衆国の旗         | ルーク・ホッチェバー       | 右                         | 右                         | 32                         |
| 投手                     | 57                       | アメリカ合衆国の旗       | マーク・ロウ＃               | 右                       | 左                       | 32                       | 投手                       | 46                         | アメリカ合衆国の旗         | ライアン・マドソン         | 右                         | 左                         | 35                         |
| 投手                     | 54                       | メキシコの旗             | ロベルト・オスナ             | 右                       | 右                       | 20                       | 投手                       | 39                         | アメリカ合衆国の旗         | クリス・メドレン           | 右                         | 両                         | 30                         |
| 投手                     | 14                       | アメリカ合衆国の旗       | デビッド・プライス★＃        | 左                       | 左                       | 30                       | 投手                       | 45                         | ベネズエラの旗             | フランクリン・モラレス     | 左                         | 左                         | 29                         |
| 投手                     | 41                       | アメリカ合衆国の旗       | アーロン・サンチェス         | 右                       | 右                       | 23                       | 投手                       | 30                         | ドミニカ共和国の旗         | ヨーダノ・ベンチュラ       | 右                         | 右                         | 24                         |
| 投手                     | 6                        | アメリカ合衆国の旗       | マーカス・ストローマン       | 右                       | 右                       | 24                       | 投手                       | 36                         | ドミニカ共和国の旗         | エディンソン・ボルケス     | 右                         | 右                         | 32                         |
| 投手                     | 52                       | アメリカ合衆国の旗       | ライアン・テペラ             | 右                       | 右                       | 27                       | 投手                       | 32                         | アメリカ合衆国の旗         | クリス・ヤング             | 右                         | 右                         | 36                         |
| 捕手                     | 55                       | カナダの旗               | ラッセル・マーティン★        | 右                       | 右                       | 32                       | 捕手                       | 9                          | アメリカ合衆国の旗         | ドリュー・ブテラ＃         | 右                         | 右                         | 32                         |
| 捕手                     | 30                       | ベネズエラの旗           | ディオナー・ナバーロ         | 右                       | 両                       | 31                       | 捕手                       | 13                         | ベネズエラの旗             | サルバドール・ペレス★      | 右                         | 右                         | 25                         |
| 内野手                   | 15                       | アメリカ合衆国の旗       | クリス・コラベロ             | 右                       | 右                       | 31                       | 内野手                     | 24                         | プエルトリコの旗           | クリスチャン・コローン     | 右                         | 右                         | 26                         |
| 内野手                   | 20                       | アメリカ合衆国の旗       | ジョシュ・ドナルドソン★      | 右                       | 右                       | 29                       | 内野手                     | 2                          | ベネズエラの旗             | アルシデス・エスコバー★    | 右                         | 右                         | 28                         |
| 内野手                   | 10                       | ドミニカ共和国の旗       | エドウィン・エンカーナシオン | 右                       | 右                       | 32                       | 内野手                     | 35                         | アメリカ合衆国の旗         | エリック・ホズマー         | 左                         | 左                         | 25                         |
| 内野手                   | 17                       | アメリカ合衆国の旗       | ライアン・ゴインズ           | 右                       | 左                       | 27                       | 内野手                     | 25                         | キューバの旗               | ケンドリス・モラレス       | 右                         | 両                         | 32                         |
| 内野手                   | 9                        | アメリカ合衆国の旗       | クリフ・ペニントン＃         | 右                       | 両                       | 31                       | 内野手                     | 8                          | アメリカ合衆国の旗         | マイク・ムスタカス★        | 右                         | 左                         | 27                         |
| 内野手                   | 13                       | アメリカ合衆国の旗       | ジャスティン・スモーク       | 左                       | 両                       | 28                       | 内野手                     | 18                         | アメリカ合衆国の旗         | ベン・ゾブリスト＃         | 右                         | 両                         | 34                         |
| 内野手                   | 2                        | アメリカ合衆国の旗       | トロイ・トゥロウィツキー★＃  | 右                       | 右                       | 31                       | 外野手                     | 6                          | アメリカ合衆国の旗         | ロレンゾ・ケイン★          | 右                         | 右                         | 29                         |
| 外野手                   | 19                       | ドミニカ共和国の旗       | ホセ・バティスタ★            | 右                       | 右                       | 34                       | 外野手                     | 1                          | アメリカ合衆国の旗         | ジャロッド・ダイソン       | 右                         | 左                         | 31                         |
| 外野手                   | 3                        | ベネズエラの旗           | エセキエル・カレーラ         | 左                       | 左                       | 28                       | 外野手                     | 4                          | アメリカ合衆国の旗         | アレックス・ゴードン★      | 右                         | 左                         | 31                         |
| 外野手                   | 11                       | アメリカ合衆国の旗       | ケビン・ピラー               | 右                       | 右                       | 26                       | 外野手                     | 0                          | アメリカ合衆国の旗         | テレンス・ゴア             | 右                         | 右                         | 24                         |
| 外野手                   | 45                       | カナダの旗               | ドルトン・ポンペイ           | 右                       | 両                       | 22                       | 外野手                     | 16                         | ブラジルの旗               | パウロ・オルランド         | 右                         | 右                         | 29                         |
| 外野手                   | 7                        | アメリカ合衆国の旗       | ベン・リビア＃               | 右                       | 左                       | 27                       | 外野手                     | 15                         | アメリカ合衆国の旗         | アレックス・リオス         | 右                         | 右                         | 34                         |

ブルージェイズのロースターは、地区シリーズ途中で救援左腕ブレット・セシルが故障し、新人右腕ライアン・テペラと入れ替わったところから今シリーズも変わらない。セシルの欠場により、ロイヤルズ打線の中軸にエリック・ホズマーやマイク・ムスタカスといった左打者が名を連ねるなか、ブルージェイズの救援左腕はアーロン・ループひとりだけという手薄な状態となった。
ロイヤルズのロースターにも、地区シリーズからの変更はなかった。控え捕手ドリュー・ブテラは、地区シリーズでの出場機会が第4戦の終盤2イニング半のみだったが、今シリーズでもロースター入りした。彼の父サルはブルージェイズのコーチ補佐兼打撃投手を務めているため、今シリーズは親子対決となる。今シリーズ開幕日、ブテラ親子は1台の車に同乗し揃って球場入りした。

## 試合結果
2015年のアメリカンリーグ優勝決定戦は10月16日に開幕し、途中に移動日を挟んで8日間で6試合が行われた。日程・結果は以下の通り。
| 日付                                                      | 試合  | ビジター球団（先攻）       | スコア | ホーム球団（後攻）         | 開催球場               | 開催球場                                   |
| --------------------------------------------------------- | ----- | -------------------------- | ------ | -------------------------- | ---------------------- | ------------------------------------------ |
| 10月16日（金）                                            | 第1戦 | トロント・ブルージェイズ   | 0－5   | カンザスシティ・ロイヤルズ | カウフマン・スタジアム | カウフマン・スタジアムロジャーズ・センター |
| 10月17日（土）                                            | 第2戦 | トロント・ブルージェイズ   | 3－6   | カンザスシティ・ロイヤルズ | カウフマン・スタジアム | カウフマン・スタジアムロジャーズ・センター |
| 10月18日（日）                                            |       | 移動日                     | 移動日 | 移動日                     |                        | カウフマン・スタジアムロジャーズ・センター |
| 10月19日（月）                                            | 第3戦 | カンザスシティ・ロイヤルズ | 8－11  | トロント・ブルージェイズ   | ロジャーズ・センター   | カウフマン・スタジアムロジャーズ・センター |
| 10月20日（火）                                            | 第4戦 | カンザスシティ・ロイヤルズ | 14－2  | トロント・ブルージェイズ   | ロジャーズ・センター   | カウフマン・スタジアムロジャーズ・センター |
| 10月21日（水）                                            | 第5戦 | カンザスシティ・ロイヤルズ | 1－7   | トロント・ブルージェイズ   | ロジャーズ・センター   | カウフマン・スタジアムロジャーズ・センター |
| 10月22日（木）                                            |       | 移動日                     | 移動日 | 移動日                     |                        | カウフマン・スタジアムロジャーズ・センター |
| 10月23日（金）                                            | 第6戦 | トロント・ブルージェイズ   | 3－4   | カンザスシティ・ロイヤルズ | カウフマン・スタジアム | カウフマン・スタジアムロジャーズ・センター |
| 優勝：カンザスシティ・ロイヤルズ（4勝2敗 / 2年連続4度目） |       |                            |        |                            |                        | カウフマン・スタジアムロジャーズ・センター |

### 第1戦 10月16日
- カウフマン・スタジアム（アメリカ合衆国ミズーリ州カンザスシティ）

|                            | 1 | 2 | 3 | 4 | 5 | 6 | 7 | 8 | 9 | R | H | E |
| -------------------------- | - | - | - | - | - | - | - | - | - | - | - | - |
| トロント・ブルージェイズ   | 0 | 0 | 0 | 0 | 0 | 0 | 0 | 0 | 0 | 0 | 3 | 1 |
| カンザスシティ・ロイヤルズ | 0 | 0 | 2 | 1 | 0 | 0 | 0 | 2 | X | 5 | 8 | 1 |

1. 勝利：エディンソン・ボルケス（1勝）
2. 敗戦：マルコ・エストラーダ（1敗）
3. 本塁打
KC：サルバドール・ペレス1号ソロ
4. 審判
［球審］トニー・ランダッゾ
［塁審］一塁: ラス・ディアス、二塁: ジョン・ハーシュベック、三塁: ハンター・ウェンデルステット
［外審］左翼: ダン・アイアソーニャ、右翼: ジェフ・ネルソン
5. 試合開始時刻: 中部夏時間（UTC-5）午後7時7分  試合時間: 3時間15分  観客: 3万9753人  気温: 54°F（12.2°C）
詳細: MLB.com Gameday / ESPN.com / Baseball-Reference.com / Fangraphs

| トロント・ブルージェイズ | トロント・ブルージェイズ | トロント・ブルージェイズ | トロント・ブルージェイズ | トロント・ブルージェイズ | カンザスシティ・ロイヤルズ | カンザスシティ・ロイヤルズ | カンザスシティ・ロイヤルズ | カンザスシティ・ロイヤルズ | カンザスシティ・ロイヤルズ                                                                                     |
| ------------------------ | ------------------------ | ------------------------ | ------------------------ | --- | -------------------------- | -------------------------- | -------------------------- | -------------------------- | --- |
| 打順                     | 守備                     | 選手                     | 打席                     | M・エストラーダD・ナバーロC・コラベロR・ゴインズJ・ドナルド · ソンT・トゥロ · ウィツキーB・リビアK・ピラーJ・バティスタE・エンカー · ナシオン | 打順                       | 守備                       | 選手                       | 打席                       | E・ボルケスS・ペレスE・ホズマーB・ゾブリストM・ムスタカスA・エスコバーA・ゴードンL・ケインA・リオスK・モラレス |
| 1                        | 左                       | B・リビア                | 左                       | M・エストラーダD・ナバーロC・コラベロR・ゴインズJ・ドナルド · ソンT・トゥロ · ウィツキーB・リビアK・ピラーJ・バティスタE・エンカー · ナシオン | 1                          | 遊                         | A・エスコバー              | 右                         | E・ボルケスS・ペレスE・ホズマーB・ゾブリストM・ムスタカスA・エスコバーA・ゴードンL・ケインA・リオスK・モラレス |
| 2                        | 三                       | J・ドナルドソン          | 右                       | M・エストラーダD・ナバーロC・コラベロR・ゴインズJ・ドナルド · ソンT・トゥロ · ウィツキーB・リビアK・ピラーJ・バティスタE・エンカー · ナシオン | 2                          | 二                         | B・ゾブリスト              | 両                         | E・ボルケスS・ペレスE・ホズマーB・ゾブリストM・ムスタカスA・エスコバーA・ゴードンL・ケインA・リオスK・モラレス |
| 3                        | 右                       | J・バティスタ            | 右                       | M・エストラーダD・ナバーロC・コラベロR・ゴインズJ・ドナルド · ソンT・トゥロ · ウィツキーB・リビアK・ピラーJ・バティスタE・エンカー · ナシオン | 3                          | 中                         | L・ケイン                  | 右                         | E・ボルケスS・ペレスE・ホズマーB・ゾブリストM・ムスタカスA・エスコバーA・ゴードンL・ケインA・リオスK・モラレス |
| 4                        | DH                       | E・エンカーナシオン      | 右                       | M・エストラーダD・ナバーロC・コラベロR・ゴインズJ・ドナルド · ソンT・トゥロ · ウィツキーB・リビアK・ピラーJ・バティスタE・エンカー · ナシオン | 4                          | 一                         | E・ホズマー                | 左                         | E・ボルケスS・ペレスE・ホズマーB・ゾブリストM・ムスタカスA・エスコバーA・ゴードンL・ケインA・リオスK・モラレス |
| 5                        | 一                       | C・コラベロ              | 右                       | M・エストラーダD・ナバーロC・コラベロR・ゴインズJ・ドナルド · ソンT・トゥロ · ウィツキーB・リビアK・ピラーJ・バティスタE・エンカー · ナシオン | 5                          | DH                         | K・モラレス                | 両                         | E・ボルケスS・ペレスE・ホズマーB・ゾブリストM・ムスタカスA・エスコバーA・ゴードンL・ケインA・リオスK・モラレス |
| 6                        | 遊                       | T・トゥロウィツキー      | 右                       | M・エストラーダD・ナバーロC・コラベロR・ゴインズJ・ドナルド · ソンT・トゥロ · ウィツキーB・リビアK・ピラーJ・バティスタE・エンカー · ナシオン | 6                          | 三                         | M・ムスタカス              | 左                         | E・ボルケスS・ペレスE・ホズマーB・ゾブリストM・ムスタカスA・エスコバーA・ゴードンL・ケインA・リオスK・モラレス |
| 7                        | 捕                       | D・ナバーロ              | 両                       | M・エストラーダD・ナバーロC・コラベロR・ゴインズJ・ドナルド · ソンT・トゥロ · ウィツキーB・リビアK・ピラーJ・バティスタE・エンカー · ナシオン | 7                          | 捕                         | S・ペレス                  | 右                         | E・ボルケスS・ペレスE・ホズマーB・ゾブリストM・ムスタカスA・エスコバーA・ゴードンL・ケインA・リオスK・モラレス |
| 8                        | 中                       | K・ピラー                | 右                       | M・エストラーダD・ナバーロC・コラベロR・ゴインズJ・ドナルド · ソンT・トゥロ · ウィツキーB・リビアK・ピラーJ・バティスタE・エンカー · ナシオン | 8                          | 左                         | A・ゴードン                | 左                         | E・ボルケスS・ペレスE・ホズマーB・ゾブリストM・ムスタカスA・エスコバーA・ゴードンL・ケインA・リオスK・モラレス |
| 9                        | 二                       | R・ゴインズ              | 左                       | M・エストラーダD・ナバーロC・コラベロR・ゴインズJ・ドナルド · ソンT・トゥロ · ウィツキーB・リビアK・ピラーJ・バティスタE・エンカー · ナシオン | 9                          | 右                         | A・リオス                  | 右                         | E・ボルケスS・ペレスE・ホズマーB・ゾブリストM・ムスタカスA・エスコバーA・ゴードンL・ケインA・リオスK・モラレス |
| 先発投手                 | 先発投手                 | 先発投手                 | 投球                     | M・エストラーダD・ナバーロC・コラベロR・ゴインズJ・ドナルド · ソンT・トゥロ · ウィツキーB・リビアK・ピラーJ・バティスタE・エンカー · ナシオン | 先発投手                   | 先発投手                   | 先発投手                   | 投球                       | E・ボルケスS・ペレスE・ホズマーB・ゾブリストM・ムスタカスA・エスコバーA・ゴードンL・ケインA・リオスK・モラレス |
| M・エストラーダ          | M・エストラーダ          | M・エストラーダ          | 右                       | M・エストラーダD・ナバーロC・コラベロR・ゴインズJ・ドナルド · ソンT・トゥロ · ウィツキーB・リビアK・ピラーJ・バティスタE・エンカー · ナシオン | E・ボルケス                | E・ボルケス                | E・ボルケス                | 右                         | E・ボルケスS・ペレスE・ホズマーB・ゾブリストM・ムスタカスA・エスコバーA・ゴードンL・ケインA・リオスK・モラレス |

ロイヤルズは3回裏、先頭打者アレックス・ゴードンが二塁打で出塁すると、一死後に1番アルシデス・エスコバーの適時二塁打で先制する。エスコバーは次打者ベン・ゾブリストの一ゴロで三塁へ進み、3番ロレンゾ・ケインの右前打で2点目のホームを踏んだ。次の回もロイヤルズは、7番サルバドール・ペレスのソロ本塁打で3点目を奪った。この日のロイヤルズ打線は8安打を放つが、そのうちエスコバーの適時打やペレスの本塁打を含む4安打が初球打ちだった。ロイヤルズの先発投手エディンソン・ボルケスは、速球の平均球速がここ3年で自身最速の94.77mph（約152.5km/h）を計時するなど好調で、最初の5イニングを2被安打で無失点とした。6回表、ボルケスは先頭打者ジョシュ・ドナルドソンからの2者連続与四球で一・二塁の危機を迎える。しかし4番エドウィン・エンカーナシオンから3打者を続けてアウトに仕留め、無失点で切り抜けた。ロイヤルズは7回表から継投に入り、ケルビン・ヘレーラ→ライアン・マドソン→ルーク・ホッチェバーのリレーでブルージェイズに得点を許さず、零封勝利を収めた。ブルージェイズが零封負けを喫するのは、レギュラーシーズンから数えてこれがこの年6度目だった。

### 第2戦 10月17日
- カウフマン・スタジアム（アメリカ合衆国ミズーリ州カンザスシティ）

|                            | 1 | 2 | 3 | 4 | 5 | 6 | 7 | 8 | 9 | R | H  | E |
| -------------------------- | - | - | - | - | - | - | - | - | - | - | -- | - |
| トロント・ブルージェイズ   | 0 | 0 | 1 | 0 | 0 | 2 | 0 | 0 | 0 | 3 | 10 | 0 |
| カンザスシティ・ロイヤルズ | 0 | 0 | 0 | 0 | 0 | 0 | 5 | 1 | X | 6 | 8  | 0 |

1. 勝利：ダニー・ダフィー（1勝）
2. セーブ：ウェイド・デービス（1S）
3. 敗戦：デビッド・プライス（1敗）
4. 審判
［球審］ラス・ディアス
［塁審］一塁: ジョン・ハーシュベック、二塁: ハンター・ウェンデルステット、三塁: ダン・アイアソーニャ
［外審］左翼: ジェフ・ネルソン、右翼: トニー・ランダッゾ
5. 試合開始時刻: 中部夏時間（UTC-5）午後3時9分  試合時間: 3時間19分  観客: 4万357人  気温: 59°F（15°C）
詳細: MLB.com Gameday / ESPN.com / Baseball-Reference.com / Fangraphs

| トロント・ブルージェイズ | トロント・ブルージェイズ | トロント・ブルージェイズ | トロント・ブルージェイズ | トロント・ブルージェイズ | カンザスシティ・ロイヤルズ | カンザスシティ・ロイヤルズ | カンザスシティ・ロイヤルズ | カンザスシティ・ロイヤルズ | カンザスシティ・ロイヤルズ                                                                                       |
| ------------------------ | ------------------------ | ------------------------ | ------------------------ | --- | -------------------------- | -------------------------- | -------------------------- | -------------------------- | --- |
| 打順                     | 守備                     | 選手                     | 打席                     | D・プライスR・マーティンC・コラベロR・ゴインズJ・ドナルド · ソンT・トゥロ · ウィツキーB・リビアK・ピラーJ・バティスタE・エンカー · ナシオン | 打順                       | 守備                       | 選手                       | 打席                       | Y・ベンチュラS・ペレスE・ホズマーB・ゾブリストM・ムスタカスA・エスコバーA・ゴードンL・ケインA・リオスK・モラレス |
| 1                        | 左                       | B・リビア                | 左                       | D・プライスR・マーティンC・コラベロR・ゴインズJ・ドナルド · ソンT・トゥロ · ウィツキーB・リビアK・ピラーJ・バティスタE・エンカー · ナシオン | 1                          | 遊                         | A・エスコバー              | 右                         | Y・ベンチュラS・ペレスE・ホズマーB・ゾブリストM・ムスタカスA・エスコバーA・ゴードンL・ケインA・リオスK・モラレス |
| 2                        | 三                       | J・ドナルドソン          | 右                       | D・プライスR・マーティンC・コラベロR・ゴインズJ・ドナルド · ソンT・トゥロ · ウィツキーB・リビアK・ピラーJ・バティスタE・エンカー · ナシオン | 2                          | 二                         | B・ゾブリスト              | 両                         | Y・ベンチュラS・ペレスE・ホズマーB・ゾブリストM・ムスタカスA・エスコバーA・ゴードンL・ケインA・リオスK・モラレス |
| 3                        | 右                       | J・バティスタ            | 右                       | D・プライスR・マーティンC・コラベロR・ゴインズJ・ドナルド · ソンT・トゥロ · ウィツキーB・リビアK・ピラーJ・バティスタE・エンカー · ナシオン | 3                          | 中                         | L・ケイン                  | 右                         | Y・ベンチュラS・ペレスE・ホズマーB・ゾブリストM・ムスタカスA・エスコバーA・ゴードンL・ケインA・リオスK・モラレス |
| 4                        | DH                       | E・エンカーナシオン      | 右                       | D・プライスR・マーティンC・コラベロR・ゴインズJ・ドナルド · ソンT・トゥロ · ウィツキーB・リビアK・ピラーJ・バティスタE・エンカー · ナシオン | 4                          | 一                         | E・ホズマー                | 左                         | Y・ベンチュラS・ペレスE・ホズマーB・ゾブリストM・ムスタカスA・エスコバーA・ゴードンL・ケインA・リオスK・モラレス |
| 5                        | 一                       | C・コラベロ              | 右                       | D・プライスR・マーティンC・コラベロR・ゴインズJ・ドナルド · ソンT・トゥロ · ウィツキーB・リビアK・ピラーJ・バティスタE・エンカー · ナシオン | 5                          | DH                         | K・モラレス                | 両                         | Y・ベンチュラS・ペレスE・ホズマーB・ゾブリストM・ムスタカスA・エスコバーA・ゴードンL・ケインA・リオスK・モラレス |
| 6                        | 遊                       | T・トゥロウィツキー      | 右                       | D・プライスR・マーティンC・コラベロR・ゴインズJ・ドナルド · ソンT・トゥロ · ウィツキーB・リビアK・ピラーJ・バティスタE・エンカー · ナシオン | 6                          | 三                         | M・ムスタカス              | 左                         | Y・ベンチュラS・ペレスE・ホズマーB・ゾブリストM・ムスタカスA・エスコバーA・ゴードンL・ケインA・リオスK・モラレス |
| 7                        | 捕                       | R・マーティン            | 右                       | D・プライスR・マーティンC・コラベロR・ゴインズJ・ドナルド · ソンT・トゥロ · ウィツキーB・リビアK・ピラーJ・バティスタE・エンカー · ナシオン | 7                          | 捕                         | S・ペレス                  | 右                         | Y・ベンチュラS・ペレスE・ホズマーB・ゾブリストM・ムスタカスA・エスコバーA・ゴードンL・ケインA・リオスK・モラレス |
| 8                        | 中                       | K・ピラー                | 右                       | D・プライスR・マーティンC・コラベロR・ゴインズJ・ドナルド · ソンT・トゥロ · ウィツキーB・リビアK・ピラーJ・バティスタE・エンカー · ナシオン | 8                          | 左                         | A・ゴードン                | 左                         | Y・ベンチュラS・ペレスE・ホズマーB・ゾブリストM・ムスタカスA・エスコバーA・ゴードンL・ケインA・リオスK・モラレス |
| 9                        | 二                       | R・ゴインズ              | 左                       | D・プライスR・マーティンC・コラベロR・ゴインズJ・ドナルド · ソンT・トゥロ · ウィツキーB・リビアK・ピラーJ・バティスタE・エンカー · ナシオン | 9                          | 右                         | A・リオス                  | 右                         | Y・ベンチュラS・ペレスE・ホズマーB・ゾブリストM・ムスタカスA・エスコバーA・ゴードンL・ケインA・リオスK・モラレス |
| 先発投手                 | 先発投手                 | 先発投手                 | 投球                     | D・プライスR・マーティンC・コラベロR・ゴインズJ・ドナルド · ソンT・トゥロ · ウィツキーB・リビアK・ピラーJ・バティスタE・エンカー · ナシオン | 先発投手                   | 先発投手                   | 先発投手                   | 投球                       | Y・ベンチュラS・ペレスE・ホズマーB・ゾブリストM・ムスタカスA・エスコバーA・ゴードンL・ケインA・リオスK・モラレス |
| D・プライス              | D・プライス              | D・プライス              | 左                       | D・プライスR・マーティンC・コラベロR・ゴインズJ・ドナルド · ソンT・トゥロ · ウィツキーB・リビアK・ピラーJ・バティスタE・エンカー · ナシオン | Y・ベンチュラ              | Y・ベンチュラ              | Y・ベンチュラ              | 右                         | Y・ベンチュラS・ペレスE・ホズマーB・ゾブリストM・ムスタカスA・エスコバーA・ゴードンL・ケインA・リオスK・モラレス |

この日はブルージェイズが3回表に、先頭打者ケビン・ピラーと次打者ライアン・ゴインズの連続二塁打で先制点を挙げる。6回表には、無死一・二塁から4番エドウィン・エンカーナシオンの適時左前打と、一死を挟んで6番トロイ・トゥロウィツキーの適時二塁打で2点を加える。ブルージェイズの先発投手デビッド・プライスは、初回裏の先頭打者アルシデス・エスコバーに初球を右前打とされたものの、その後は6回裏終了まで18打者を全てアウトにした。プライスの投球には速球やカッター、チェンジアップなどの冴えがあっただけでなく、カウフマン・スタジアムに落ちる影も目くらましとして有利に働いた。プライスはポストシーズンで通算防御率が5.04、先発登板試合に限れば0勝6敗と不振が続いていたが、この日はここまで6回無失点で勝利投手の権利を手にしていた。
7回裏もプライスが続投し、ロイヤルズの先頭打者ベン・ゾブリストは右方向へ飛球を打ち上げる。これを二塁手ゴインズと右翼手ホセ・バティスタが追ったが、お互いに捕球を譲り合う "お見合い" となって打球はふたりの間に落ちた。そこからロイヤルズは無死一・二塁とし、4番エリック・ホズマーの適時打でまず1点を返す。なおも一・三塁で、5番ケンドリス・モラレスのゴロは遊撃手トゥロウィツキーの正面へ飛んだ。併殺になりうる打球だったが、一塁走者ホズマーが投球に合わせてスタートを切っていたためアウトとなったのは打者走者モラレスのみ、三塁走者生還後の状況は二死無走者ではなく一死二塁となった。ロイヤルズ監督のネッド・ヨストは、このホズマーの走塁が「イニング全体のキー」になったと話す。好機が継続したことで、6番マイク・ムスタカスの右前打でホズマーが同点のホームを、8番アレックス・ゴードンの二塁打でムスタカスが勝ち越しのホームを踏んだ。プライスは逆転されたところで降板したが、ロイヤルズ打線は後続からも追加点を奪う。ここで得たリードを8回表はケルビン・ヘレーラが、9回表はウェイド・デービスが守りきった。
プライスは敗戦投手となり、これでポストシーズン先発登板試合での連敗記録が7に伸びた。これは1995年から2001年にかけてのランディ・ジョンソン以来、史上2人目である。

### 第3戦 10月19日
- ロジャーズ・センター（カナダ オンタリオ州トロント）

|                            | 1 | 2 | 3 | 4 | 5 | 6 | 7 | 8 | 9 | R  | H  | E |
| -------------------------- | - | - | - | - | - | - | - | - | - | -- | -- | - |
| カンザスシティ・ロイヤルズ | 1 | 0 | 1 | 0 | 2 | 0 | 0 | 0 | 4 | 8  | 15 | 0 |
| トロント・ブルージェイズ   | 0 | 3 | 6 | 0 | 1 | 0 | 0 | 1 | X | 11 | 11 | 0 |

1. 勝利：マーカス・ストローマン（1勝）
2. 敗戦：ジョニー・クエト（1敗）
3. 本塁打
KC：ケンドリス・モラレス1号2ラン
TOR：トロイ・トゥロウィツキー1号3ラン、ジョシュ・ドナルドソン1号2ラン、ライアン・ゴインズ1号ソロ
4. 審判
［球審］ジョン・ハーシュベック
［塁審］一塁: ハンター・ウェンデルステット、二塁: ダン・アイアソーニャ、三塁: ジェフ・ネルソン
［外審］左翼: ジム・レイノルズ、右翼: ラス・ディアス
5. 試合開始時刻: 東部夏時間（UTC-4）午後8時8分  試合時間: 3時間13分  観客: 4万9751人  気温: 68°F（20°C）
詳細: MLB.com Gameday / ESPN.com / Baseball-Reference.com / Fangraphs

| カンザスシティ・ロイヤルズ | カンザスシティ・ロイヤルズ | カンザスシティ・ロイヤルズ | カンザスシティ・ロイヤルズ | カンザスシティ・ロイヤルズ                                                                                   | トロント・ブルージェイズ | トロント・ブルージェイズ | トロント・ブルージェイズ | トロント・ブルージェイズ | トロント・ブルージェイズ |
| -------------------------- | -------------------------- | -------------------------- | -------------------------- | --- | ------------------------ | ------------------------ | ------------------------ | ------------------------ | --- |
| 打順                       | 守備                       | 選手                       | 打席                       | J・クエトS・ペレスE・ホズマーB・ゾブリストM・ムスタカスA・エスコバーA・ゴードンL・ケインA・リオスK・モラレス | 打順                     | 守備                     | 選手                     | 打席                     | M・ストローマンR・マーティンC・コラベロR・ゴインズJ・ドナルド · ソンT・トゥロ · ウィツキーB・リビアK・ピラーJ・バティスタE・エンカー · ナシオン |
| 1                          | 遊                         | A・エスコバー              | 右                         | J・クエトS・ペレスE・ホズマーB・ゾブリストM・ムスタカスA・エスコバーA・ゴードンL・ケインA・リオスK・モラレス | 1                        | 左                       | B・リビア                | 左                       | M・ストローマンR・マーティンC・コラベロR・ゴインズJ・ドナルド · ソンT・トゥロ · ウィツキーB・リビアK・ピラーJ・バティスタE・エンカー · ナシオン |
| 2                          | 二                         | B・ゾブリスト              | 両                         | J・クエトS・ペレスE・ホズマーB・ゾブリストM・ムスタカスA・エスコバーA・ゴードンL・ケインA・リオスK・モラレス | 2                        | 三                       | J・ドナルドソン          | 右                       | M・ストローマンR・マーティンC・コラベロR・ゴインズJ・ドナルド · ソンT・トゥロ · ウィツキーB・リビアK・ピラーJ・バティスタE・エンカー · ナシオン |
| 3                          | 中                         | L・ケイン                  | 右                         | J・クエトS・ペレスE・ホズマーB・ゾブリストM・ムスタカスA・エスコバーA・ゴードンL・ケインA・リオスK・モラレス | 3                        | 右                       | J・バティスタ            | 右                       | M・ストローマンR・マーティンC・コラベロR・ゴインズJ・ドナルド · ソンT・トゥロ · ウィツキーB・リビアK・ピラーJ・バティスタE・エンカー · ナシオン |
| 4                          | 一                         | E・ホズマー                | 左                         | J・クエトS・ペレスE・ホズマーB・ゾブリストM・ムスタカスA・エスコバーA・ゴードンL・ケインA・リオスK・モラレス | 4                        | DH                       | E・エンカーナシオン      | 右                       | M・ストローマンR・マーティンC・コラベロR・ゴインズJ・ドナルド · ソンT・トゥロ · ウィツキーB・リビアK・ピラーJ・バティスタE・エンカー · ナシオン |
| 5                          | DH                         | K・モラレス                | 両                         | J・クエトS・ペレスE・ホズマーB・ゾブリストM・ムスタカスA・エスコバーA・ゴードンL・ケインA・リオスK・モラレス | 5                        | 一                       | C・コラベロ              | 右                       | M・ストローマンR・マーティンC・コラベロR・ゴインズJ・ドナルド · ソンT・トゥロ · ウィツキーB・リビアK・ピラーJ・バティスタE・エンカー · ナシオン |
| 6                          | 三                         | M・ムスタカス              | 左                         | J・クエトS・ペレスE・ホズマーB・ゾブリストM・ムスタカスA・エスコバーA・ゴードンL・ケインA・リオスK・モラレス | 6                        | 遊                       | T・トゥロウィツキー      | 右                       | M・ストローマンR・マーティンC・コラベロR・ゴインズJ・ドナルド · ソンT・トゥロ · ウィツキーB・リビアK・ピラーJ・バティスタE・エンカー · ナシオン |
| 7                          | 捕                         | S・ペレス                  | 右                         | J・クエトS・ペレスE・ホズマーB・ゾブリストM・ムスタカスA・エスコバーA・ゴードンL・ケインA・リオスK・モラレス | 7                        | 捕                       | R・マーティン            | 右                       | M・ストローマンR・マーティンC・コラベロR・ゴインズJ・ドナルド · ソンT・トゥロ · ウィツキーB・リビアK・ピラーJ・バティスタE・エンカー · ナシオン |
| 8                          | 左                         | A・ゴードン                | 左                         | J・クエトS・ペレスE・ホズマーB・ゾブリストM・ムスタカスA・エスコバーA・ゴードンL・ケインA・リオスK・モラレス | 8                        | 中                       | K・ピラー                | 右                       | M・ストローマンR・マーティンC・コラベロR・ゴインズJ・ドナルド · ソンT・トゥロ · ウィツキーB・リビアK・ピラーJ・バティスタE・エンカー · ナシオン |
| 9                          | 右                         | A・リオス                  | 右                         | J・クエトS・ペレスE・ホズマーB・ゾブリストM・ムスタカスA・エスコバーA・ゴードンL・ケインA・リオスK・モラレス | 9                        | 二                       | R・ゴインズ              | 左                       | M・ストローマンR・マーティンC・コラベロR・ゴインズJ・ドナルド · ソンT・トゥロ · ウィツキーB・リビアK・ピラーJ・バティスタE・エンカー · ナシオン |
| 先発投手                   | 先発投手                   | 先発投手                   | 投球                       | J・クエトS・ペレスE・ホズマーB・ゾブリストM・ムスタカスA・エスコバーA・ゴードンL・ケインA・リオスK・モラレス | 先発投手                 | 先発投手                 | 先発投手                 | 投球                     | M・ストローマンR・マーティンC・コラベロR・ゴインズJ・ドナルド · ソンT・トゥロ · ウィツキーB・リビアK・ピラーJ・バティスタE・エンカー · ナシオン |
| J・クエト                  | J・クエト                  | J・クエト                  | 右                         | J・クエトS・ペレスE・ホズマーB・ゾブリストM・ムスタカスA・エスコバーA・ゴードンL・ケインA・リオスK・モラレス | M・ストローマン          | M・ストローマン          | M・ストローマン          | 右                       | M・ストローマンR・マーティンC・コラベロR・ゴインズJ・ドナルド · ソンT・トゥロ · ウィツキーB・リビアK・ピラーJ・バティスタE・エンカー · ナシオン |

シリーズは移動日を挟んで米加国境を越え、舞台をアメリカ合衆国からカナダへ移した。第3戦開催日は、カナダでは総選挙の投票日でもあった。この日のブルージェイズ先発投手マーカス・ストローマンは3日前に「当日は朝の8時から9時くらいには起きて、午前中に投票を済ませて、正午には試合を観る準備を始めておこう」とファンへ呼びかけた。ロジャーズ・センターには「（ブルージェイズGMのアレックス）アンソポロスを首相に」と書かれたボードを持つファンの姿もあった。
初回表、ストローマンの立ち上がりをロイヤルズ打線がとらえる。先頭打者アルシデス・エスコバーが2球目を三塁打にすると、次打者ベン・ゾブリストは初球を二ゴロとしてエスコバーを三塁から還し、3球で先制点を挙げた。ブルージェイズは2回裏、相手先発投手ジョニー・クエトから一死一・二塁の好機を作る。8番ケビン・ピラーが遊ゴロに打ち取られるが、ピラーは一塁へ全力疾走し併殺でのイニング終了を免れた。続くライアン・ゴインズの打席で、0ボール2ストライクからの3球目にピラーが盗塁し、二死二・三塁と逆転の走者が得点圏へ進んだ。ゴインズは3球連続ファウルなどで粘ってフルカウントへ持ち込み、9球目を左前へ弾き返して逆転の2点適時打とした。ブルージェイズのファンがクエトの動揺を誘うために初回から続けていた「クエエエト！ クエエエト！」というチャントは、ゴインズの一打で一層大きくなった。ブルージェイズは、1番ベン・リビアの四球を挟んで2番ジョシュ・ドナルドソンの適時打でもう1点を加えた。
3回表、ロイヤルズは一死一・三塁から4番エリック・ホズマーの一ゴロで1点差に迫る。しかしその裏、ブルージェイズは6番トロイ・トゥロウィツキーの3点本塁打で4点差に突き放すと、さらに無死一塁から8番ピラーの適時二塁打で7点目を奪い、クエトを降板に追い込んだ。クエトが塁上に残した走者ものちに生還したため、この日のクエトの成績は2.0イニング8自責点となった。2.0イニング以下でこれほどの自責点を喫した投手は、クエトがポストシーズン史上初めてである。ブルージェイズ投手陣はストローマンが5回表に2点を、救援投手陣が9回表に4点を失いながらも逃げ切った。ゴインズは5回裏にもソロ本塁打を放ち、この日は2安打3打点の活躍を見せた。2日前の第2戦ではゴインズと右翼手ホセ・バティスタとの連携ミスがきっかけでチームが逆転負けを喫していただけに、この日のゴインズの活躍ぶりをトゥロウィツキーやストローマンは称賛した。
総選挙の結果、自由党が単独過半数を獲得し、2006年の下野以来9年ぶりに保守党から政権を奪回した。今回と同じく自由党が9年ぶりに政権へ返り咲いた1993年総選挙のときは、投票日の2日前にブルージェイズがワールドシリーズ優勝を果たしている。

### 第4戦 10月20日
- ロジャーズ・センター（カナダ オンタリオ州トロント）

|                            | 1 | 2 | 3 | 4 | 5 | 6 | 7 | 8 | 9 | R  | H  | E |
| -------------------------- | - | - | - | - | - | - | - | - | - | -- | -- | - |
| カンザスシティ・ロイヤルズ | 4 | 1 | 0 | 0 | 0 | 0 | 4 | 3 | 2 | 14 | 15 | 0 |
| トロント・ブルージェイズ   | 0 | 0 | 2 | 0 | 0 | 0 | 0 | 0 | 0 | 2  | 7  | 0 |

1. 勝利：ルーク・ホッチェバー（1勝）
2. 敗戦：R.A.ディッキー（1敗）
3. 本塁打
KC：ベン・ゾブリスト1号2ラン、アレックス・リオス1号ソロ
4. 審判
［球審］ハンター・ウェンデルステット
［塁審］一塁: ダン・アイアソーニャ、二塁: ジェフ・ネルソン、三塁: ジム・レイノルズ
［外審］左翼: ラス・ディアス、右翼: ジョン・ハーシュベック
5. 試合開始時刻: 東部夏時間（UTC-4）午後4時8分  試合時間: 3時間39分  観客: 4万9501人  気温: 68°F（20°C）
詳細: MLB.com Gameday / ESPN.com / Baseball-Reference.com / Fangraphs

| カンザスシティ・ロイヤルズ | カンザスシティ・ロイヤルズ | カンザスシティ・ロイヤルズ | カンザスシティ・ロイヤルズ | カンザスシティ・ロイヤルズ                                                                                   | トロント・ブルージェイズ | トロント・ブルージェイズ | トロント・ブルージェイズ | トロント・ブルージェイズ | トロント・ブルージェイズ |
| -------------------------- | -------------------------- | -------------------------- | -------------------------- | --- | ------------------------ | ------------------------ | ------------------------ | ------------------------ | --- |
| 打順                       | 守備                       | 選手                       | 打席                       | C・ヤングS・ペレスE・ホズマーB・ゾブリストM・ムスタカスA・エスコバーA・ゴードンL・ケインA・リオスK・モラレス | 打順                     | 守備                     | 選手                     | 打席                     | R・ディッキーR・マーティンC・コラベロR・ゴインズJ・ドナルド · ソンT・トゥロ · ウィツキーB・リビアK・ピラーJ・バティスタE・エンカー · ナシオン |
| 1                          | 遊                         | A・エスコバー              | 右                         | C・ヤングS・ペレスE・ホズマーB・ゾブリストM・ムスタカスA・エスコバーA・ゴードンL・ケインA・リオスK・モラレス | 1                        | 左                       | B・リビア                | 左                       | R・ディッキーR・マーティンC・コラベロR・ゴインズJ・ドナルド · ソンT・トゥロ · ウィツキーB・リビアK・ピラーJ・バティスタE・エンカー · ナシオン |
| 2                          | 二                         | B・ゾブリスト              | 両                         | C・ヤングS・ペレスE・ホズマーB・ゾブリストM・ムスタカスA・エスコバーA・ゴードンL・ケインA・リオスK・モラレス | 2                        | 三                       | J・ドナルドソン          | 右                       | R・ディッキーR・マーティンC・コラベロR・ゴインズJ・ドナルド · ソンT・トゥロ · ウィツキーB・リビアK・ピラーJ・バティスタE・エンカー · ナシオン |
| 3                          | 中                         | L・ケイン                  | 右                         | C・ヤングS・ペレスE・ホズマーB・ゾブリストM・ムスタカスA・エスコバーA・ゴードンL・ケインA・リオスK・モラレス | 3                        | 右                       | J・バティスタ            | 右                       | R・ディッキーR・マーティンC・コラベロR・ゴインズJ・ドナルド · ソンT・トゥロ · ウィツキーB・リビアK・ピラーJ・バティスタE・エンカー · ナシオン |
| 4                          | 一                         | E・ホズマー                | 左                         | C・ヤングS・ペレスE・ホズマーB・ゾブリストM・ムスタカスA・エスコバーA・ゴードンL・ケインA・リオスK・モラレス | 4                        | DH                       | E・エンカーナシオン      | 右                       | R・ディッキーR・マーティンC・コラベロR・ゴインズJ・ドナルド · ソンT・トゥロ · ウィツキーB・リビアK・ピラーJ・バティスタE・エンカー · ナシオン |
| 5                          | DH                         | K・モラレス                | 両                         | C・ヤングS・ペレスE・ホズマーB・ゾブリストM・ムスタカスA・エスコバーA・ゴードンL・ケインA・リオスK・モラレス | 5                        | 一                       | C・コラベロ              | 右                       | R・ディッキーR・マーティンC・コラベロR・ゴインズJ・ドナルド · ソンT・トゥロ · ウィツキーB・リビアK・ピラーJ・バティスタE・エンカー · ナシオン |
| 6                          | 三                         | M・ムスタカス              | 左                         | C・ヤングS・ペレスE・ホズマーB・ゾブリストM・ムスタカスA・エスコバーA・ゴードンL・ケインA・リオスK・モラレス | 6                        | 遊                       | T・トゥロウィツキー      | 右                       | R・ディッキーR・マーティンC・コラベロR・ゴインズJ・ドナルド · ソンT・トゥロ · ウィツキーB・リビアK・ピラーJ・バティスタE・エンカー · ナシオン |
| 7                          | 捕                         | S・ペレス                  | 右                         | C・ヤングS・ペレスE・ホズマーB・ゾブリストM・ムスタカスA・エスコバーA・ゴードンL・ケインA・リオスK・モラレス | 7                        | 捕                       | R・マーティン            | 右                       | R・ディッキーR・マーティンC・コラベロR・ゴインズJ・ドナルド · ソンT・トゥロ · ウィツキーB・リビアK・ピラーJ・バティスタE・エンカー · ナシオン |
| 8                          | 左                         | A・ゴードン                | 左                         | C・ヤングS・ペレスE・ホズマーB・ゾブリストM・ムスタカスA・エスコバーA・ゴードンL・ケインA・リオスK・モラレス | 8                        | 中                       | K・ピラー                | 右                       | R・ディッキーR・マーティンC・コラベロR・ゴインズJ・ドナルド · ソンT・トゥロ · ウィツキーB・リビアK・ピラーJ・バティスタE・エンカー · ナシオン |
| 9                          | 右                         | A・リオス                  | 右                         | C・ヤングS・ペレスE・ホズマーB・ゾブリストM・ムスタカスA・エスコバーA・ゴードンL・ケインA・リオスK・モラレス | 9                        | 二                       | R・ゴインズ              | 左                       | R・ディッキーR・マーティンC・コラベロR・ゴインズJ・ドナルド · ソンT・トゥロ · ウィツキーB・リビアK・ピラーJ・バティスタE・エンカー · ナシオン |
| 先発投手                   | 先発投手                   | 先発投手                   | 投球                       | C・ヤングS・ペレスE・ホズマーB・ゾブリストM・ムスタカスA・エスコバーA・ゴードンL・ケインA・リオスK・モラレス | 先発投手                 | 先発投手                 | 先発投手                 | 投球                     | R・ディッキーR・マーティンC・コラベロR・ゴインズJ・ドナルド · ソンT・トゥロ · ウィツキーB・リビアK・ピラーJ・バティスタE・エンカー · ナシオン |
| C・ヤング                  | C・ヤング                  | C・ヤング                  | 右                         | C・ヤングS・ペレスE・ホズマーB・ゾブリストM・ムスタカスA・エスコバーA・ゴードンL・ケインA・リオスK・モラレス | R・ディッキー            | R・ディッキー            | R・ディッキー            | 右                       | R・ディッキーR・マーティンC・コラベロR・ゴインズJ・ドナルド · ソンT・トゥロ · ウィツキーB・リビアK・ピラーJ・バティスタE・エンカー · ナシオン |

この試合の先発投手は、ブルージェイズはR.A.ディッキー、ロイヤルズはクリス・ヤング。このふたりは2004年・2005年の2年間はテキサス・レンジャーズで、2011年・2012年の2年間はニューヨーク・メッツでチームメイトだった。ディッキーはヤングについて「博識で深い話のできる彼みたいな人と過ごす時間は楽しかった」、ヤングはディッキーについて「（30代後半で選手として大成した）彼の根気は特筆に値する」と互いに敬意を抱いていた。また、当時40歳のディッキーと36歳のヤングによる投げ合いは、ポストシーズン史上2番目の高齢対決となる。
ロイヤルズは初回表、先頭打者アルシデス・エスコバーが2球目で三塁線へのセーフティーバントを成功させると、2番ベン・ゾブリストが2球目を右中間スタンドへ飛び込む本塁打とし、4球で2点を先制する。さらに無死一・三塁から相手捕手ラッセル・マーティンの捕逸で3点目が、一死三塁から6番マイク・ムスタカスの犠牲フライで4点目が加わった。ディッキーは2回表にも9番アレックス・リオスにソロ本塁打を浴び、この回途中で降板に追い込まれた。ブルージェイズは2番手投手リアム・ヘンドリックスが4.1イニングを1被安打・無失点とし、打線も3回裏にヤングから2点を返して3点差に迫る。しかし7回表、投手がヘンドリックスからラトロイ・ホーキンスに代わると、ロイヤルズは無死満塁の好機を作る。ブルージェイズはホーキンスからライアン・テペラへ継投するが、ロイヤルズ打線はそのテペラからこの回2本の犠牲フライなどで4点を、8回表には3点を奪って突き放した。守りでは5回裏途中から継投に入って相手打線の反撃を許さず、14－2でロイヤルズが大勝を収めた。
10点差となった9回表、二死一・二塁の場面でブルージェイズは内野手のクリフ・ペニントンを登板させた。野手の登板はポストシーズン史上初のできごとである。しかもペニントンの速球は平均球速90.7mph（約146.0km/h）と、この日の両先発投手、ディッキーの83.2mph（約133.9km/h）とヤングの87.9mph（約141.5km/h）を上回っていた。

### 第5戦 10月21日
- ロジャーズ・センター（カナダ オンタリオ州トロント）

|                            | 1 | 2 | 3 | 4 | 5 | 6 | 7 | 8 | 9 | R | H | E |
| -------------------------- | - | - | - | - | - | - | - | - | - | - | - | - |
| カンザスシティ・ロイヤルズ | 0 | 0 | 0 | 0 | 0 | 0 | 0 | 1 | 0 | 1 | 4 | 0 |
| トロント・ブルージェイズ   | 0 | 1 | 0 | 0 | 0 | 4 | 1 | 1 | X | 7 | 8 | 0 |

1. 勝利：マルコ・エストラーダ（1勝1敗）
2. 敗戦：エディンソン・ボルケス（1勝1敗）
3. 本塁打
KC：サルバドール・ペレス2号ソロ
TOR：クリス・コラベロ1号ソロ
4. 審判
［球審］ダン・アイアソーニャ
［塁審］一塁: ジェフ・ネルソン、二塁: ジム・レイノルズ、三塁: ラス・ディアス
［外審］左翼: ジョン・ハーシュベック、右翼: ハンター・ウェンデルステット
5. 試合開始時刻: 東部夏時間（UTC-4）午後4時8分  試合時間: 2時間56分  観客: 4万9325人  気温: 68°F（20°C）
詳細: MLB.com Gameday / ESPN.com / Baseball-Reference.com / Fangraphs

| カンザスシティ・ロイヤルズ | カンザスシティ・ロイヤルズ | カンザスシティ・ロイヤルズ | カンザスシティ・ロイヤルズ | カンザスシティ・ロイヤルズ                                                                                     | トロント・ブルージェイズ | トロント・ブルージェイズ | トロント・ブルージェイズ | トロント・ブルージェイズ | トロント・ブルージェイズ |
| -------------------------- | -------------------------- | -------------------------- | -------------------------- | --- | ------------------------ | ------------------------ | ------------------------ | ------------------------ | --- |
| 打順                       | 守備                       | 選手                       | 打席                       | E・ボルケスS・ペレスE・ホズマーB・ゾブリストM・ムスタカスA・エスコバーA・ゴードンL・ケインA・リオスK・モラレス | 打順                     | 守備                     | 選手                     | 打席                     | M・エストラーダD・ナバーロC・コラベロR・ゴインズJ・ドナルド · ソンT・トゥロ · ウィツキーB・リビアK・ピラーJ・バティスタE・エンカー · ナシオン |
| 1                          | 遊                         | A・エスコバー              | 右                         | E・ボルケスS・ペレスE・ホズマーB・ゾブリストM・ムスタカスA・エスコバーA・ゴードンL・ケインA・リオスK・モラレス | 1                        | 左                       | B・リビア                | 左                       | M・エストラーダD・ナバーロC・コラベロR・ゴインズJ・ドナルド · ソンT・トゥロ · ウィツキーB・リビアK・ピラーJ・バティスタE・エンカー · ナシオン |
| 2                          | 二                         | B・ゾブリスト              | 両                         | E・ボルケスS・ペレスE・ホズマーB・ゾブリストM・ムスタカスA・エスコバーA・ゴードンL・ケインA・リオスK・モラレス | 2                        | 三                       | J・ドナルドソン          | 右                       | M・エストラーダD・ナバーロC・コラベロR・ゴインズJ・ドナルド · ソンT・トゥロ · ウィツキーB・リビアK・ピラーJ・バティスタE・エンカー · ナシオン |
| 3                          | 中                         | L・ケイン                  | 右                         | E・ボルケスS・ペレスE・ホズマーB・ゾブリストM・ムスタカスA・エスコバーA・ゴードンL・ケインA・リオスK・モラレス | 3                        | 右                       | J・バティスタ            | 右                       | M・エストラーダD・ナバーロC・コラベロR・ゴインズJ・ドナルド · ソンT・トゥロ · ウィツキーB・リビアK・ピラーJ・バティスタE・エンカー · ナシオン |
| 4                          | 一                         | E・ホズマー                | 左                         | E・ボルケスS・ペレスE・ホズマーB・ゾブリストM・ムスタカスA・エスコバーA・ゴードンL・ケインA・リオスK・モラレス | 4                        | DH                       | E・エンカーナシオン      | 右                       | M・エストラーダD・ナバーロC・コラベロR・ゴインズJ・ドナルド · ソンT・トゥロ · ウィツキーB・リビアK・ピラーJ・バティスタE・エンカー · ナシオン |
| 5                          | DH                         | K・モラレス                | 両                         | E・ボルケスS・ペレスE・ホズマーB・ゾブリストM・ムスタカスA・エスコバーA・ゴードンL・ケインA・リオスK・モラレス | 5                        | 一                       | C・コラベロ              | 右                       | M・エストラーダD・ナバーロC・コラベロR・ゴインズJ・ドナルド · ソンT・トゥロ · ウィツキーB・リビアK・ピラーJ・バティスタE・エンカー · ナシオン |
| 6                          | 三                         | M・ムスタカス              | 左                         | E・ボルケスS・ペレスE・ホズマーB・ゾブリストM・ムスタカスA・エスコバーA・ゴードンL・ケインA・リオスK・モラレス | 6                        | 遊                       | T・トゥロウィツキー      | 右                       | M・エストラーダD・ナバーロC・コラベロR・ゴインズJ・ドナルド · ソンT・トゥロ · ウィツキーB・リビアK・ピラーJ・バティスタE・エンカー · ナシオン |
| 7                          | 捕                         | S・ペレス                  | 右                         | E・ボルケスS・ペレスE・ホズマーB・ゾブリストM・ムスタカスA・エスコバーA・ゴードンL・ケインA・リオスK・モラレス | 7                        | 捕                       | D・ナバーロ              | 両                       | M・エストラーダD・ナバーロC・コラベロR・ゴインズJ・ドナルド · ソンT・トゥロ · ウィツキーB・リビアK・ピラーJ・バティスタE・エンカー · ナシオン |
| 8                          | 左                         | A・ゴードン                | 左                         | E・ボルケスS・ペレスE・ホズマーB・ゾブリストM・ムスタカスA・エスコバーA・ゴードンL・ケインA・リオスK・モラレス | 8                        | 中                       | K・ピラー                | 右                       | M・エストラーダD・ナバーロC・コラベロR・ゴインズJ・ドナルド · ソンT・トゥロ · ウィツキーB・リビアK・ピラーJ・バティスタE・エンカー · ナシオン |
| 9                          | 右                         | A・リオス                  | 右                         | E・ボルケスS・ペレスE・ホズマーB・ゾブリストM・ムスタカスA・エスコバーA・ゴードンL・ケインA・リオスK・モラレス | 9                        | 二                       | R・ゴインズ              | 左                       | M・エストラーダD・ナバーロC・コラベロR・ゴインズJ・ドナルド · ソンT・トゥロ · ウィツキーB・リビアK・ピラーJ・バティスタE・エンカー · ナシオン |
| 先発投手                   | 先発投手                   | 先発投手                   | 投球                       | E・ボルケスS・ペレスE・ホズマーB・ゾブリストM・ムスタカスA・エスコバーA・ゴードンL・ケインA・リオスK・モラレス | 先発投手                 | 先発投手                 | 先発投手                 | 投球                     | M・エストラーダD・ナバーロC・コラベロR・ゴインズJ・ドナルド · ソンT・トゥロ · ウィツキーB・リビアK・ピラーJ・バティスタE・エンカー · ナシオン |
| E・ボルケス                | E・ボルケス                | E・ボルケス                | 右                         | E・ボルケスS・ペレスE・ホズマーB・ゾブリストM・ムスタカスA・エスコバーA・ゴードンL・ケインA・リオスK・モラレス | M・エストラーダ          | M・エストラーダ          | M・エストラーダ          | 右                       | M・エストラーダD・ナバーロC・コラベロR・ゴインズJ・ドナルド · ソンT・トゥロ · ウィツキーB・リビアK・ピラーJ・バティスタE・エンカー · ナシオン |

初回表、ブルージェイズ先発投手のマルコ・エストラーダが、ロイヤルズの先頭打者アルシデス・エスコバーを1球で三ゴロに打ち取って試合が始まった。エスコバーは初回先頭打者として前日まで4試合連続で安打を放っていたが、この日は今シリーズで初めて出塁できなかった。エストラーダが最初の2イニングをいずれも三者凡退に封じたあと、2回裏にブルージェイズが5番クリス・コラベロのソロ本塁打で先制点を挙げる。0ボール2ストライクからの3球目を捉えた一打は、メジャー3年目のコラベロにとってこのカウントで打った初めての本塁打だった。これ以降、試合は1－0のまま膠着する。エストラーダは、4回表の先頭打者エスコバーに左前打を許したものの次打者ベン・ゾブリストを二ゴロ併殺に仕留めるなど、6イニングを最少の18打者で終わらせた。その一方でロイヤルズ先発投手のエディンソン・ボルケスも、5イニング消化に要した打者数を18に留めていた。
6回裏にボルケスが制球を乱し、ブルージェイズの先頭打者ベン・リビアに四球を、続くジョシュ・ドナルドソンには死球を与えて無死一・二塁とする。3番ホセ・バティスタに対しボルケスは、3ボール1ストライクから97mph（約156.1km/h）前後の速球を5球続けてファウルとされた末に、ストライクゾーンをかすめたようにも見える10球目の変化球を球審ダン・アイアソーニャにボールと判定されて歩かせた。ブルージェイズは無死満塁の好機に、4番エドウィン・エンカーナシオンも四球を選び、押し出しで1点を加えた。ロイヤルズはボルケスからケルビン・ヘレーラへ継投したが、ブルージェイズは一死後に6番トロイ・トゥロウィツキーが走者一掃の適時二塁打を放ち、5点差に突き放した。エストラーダは8回表に7番サルバドール・ペレスの本塁打で1点を失ったのみ、9回は抑え投手ロベルト・オスナが三者凡退で締めて、ブルージェイズが7－1で勝利した。

### 第6戦 10月23日
- カウフマン・スタジアム（アメリカ合衆国ミズーリ州カンザスシティ）

|                            | 1 | 2 | 3 | 4 | 5 | 6 | 7 | 8 | 9 | R | H | E |
| -------------------------- | - | - | - | - | - | - | - | - | - | - | - | - |
| トロント・ブルージェイズ   | 0 | 0 | 0 | 1 | 0 | 0 | 0 | 2 | 0 | 3 | 7 | 0 |
| カンザスシティ・ロイヤルズ | 1 | 1 | 0 | 0 | 0 | 0 | 1 | 1 | X | 4 | 9 | 0 |

1. 勝利：ウェイド・デービス（1勝1S）
2. 敗戦：ロベルト・オスナ（1敗）
3. 本塁打
TOR：ホセ・バティスタ1号ソロ・2号2ラン
KC：ベン・ゾブリスト2号ソロ、マイク・ムスタカス1号ソロ
4. 審判
［球審］ジェフ・ネルソン
［塁審］一塁: ジム・レイノルズ、二塁: ラス・ディアス、三塁: ジョン・ハーシュベック
［外審］左翼: ハンター・ウェンデルステット、右翼: ダン・アイアソーニャ
5. 試合開始時刻: 中部夏時間（UTC-5）午後7時8分  試合時間: 3時間42分  観客: 4万494人  気温: 70°F（21.1°C）
詳細: MLB.com Gameday / ESPN.com / Baseball-Reference.com / Fangraphs

| トロント・ブルージェイズ | トロント・ブルージェイズ | トロント・ブルージェイズ | トロント・ブルージェイズ | トロント・ブルージェイズ | カンザスシティ・ロイヤルズ | カンザスシティ・ロイヤルズ | カンザスシティ・ロイヤルズ | カンザスシティ・ロイヤルズ | カンザスシティ・ロイヤルズ                                                                                       |
| ------------------------ | ------------------------ | ------------------------ | ------------------------ | --- | -------------------------- | -------------------------- | -------------------------- | -------------------------- | --- |
| 打順                     | 守備                     | 選手                     | 打席                     | D・プライスR・マーティンC・コラベロR・ゴインズJ・ドナルド · ソンT・トゥロ · ウィツキーB・リビアK・ピラーJ・バティスタE・エンカー · ナシオン | 打順                       | 守備                       | 選手                       | 打席                       | Y・ベンチュラS・ペレスE・ホズマーB・ゾブリストM・ムスタカスA・エスコバーA・ゴードンL・ケインA・リオスK・モラレス |
| 1                        | 左                       | B・リビア                | 左                       | D・プライスR・マーティンC・コラベロR・ゴインズJ・ドナルド · ソンT・トゥロ · ウィツキーB・リビアK・ピラーJ・バティスタE・エンカー · ナシオン | 1                          | 遊                         | A・エスコバー              | 右                         | Y・ベンチュラS・ペレスE・ホズマーB・ゾブリストM・ムスタカスA・エスコバーA・ゴードンL・ケインA・リオスK・モラレス |
| 2                        | 三                       | J・ドナルドソン          | 右                       | D・プライスR・マーティンC・コラベロR・ゴインズJ・ドナルド · ソンT・トゥロ · ウィツキーB・リビアK・ピラーJ・バティスタE・エンカー · ナシオン | 2                          | 二                         | B・ゾブリスト              | 両                         | Y・ベンチュラS・ペレスE・ホズマーB・ゾブリストM・ムスタカスA・エスコバーA・ゴードンL・ケインA・リオスK・モラレス |
| 3                        | 右                       | J・バティスタ            | 右                       | D・プライスR・マーティンC・コラベロR・ゴインズJ・ドナルド · ソンT・トゥロ · ウィツキーB・リビアK・ピラーJ・バティスタE・エンカー · ナシオン | 3                          | 中                         | L・ケイン                  | 右                         | Y・ベンチュラS・ペレスE・ホズマーB・ゾブリストM・ムスタカスA・エスコバーA・ゴードンL・ケインA・リオスK・モラレス |
| 4                        | DH                       | E・エンカーナシオン      | 右                       | D・プライスR・マーティンC・コラベロR・ゴインズJ・ドナルド · ソンT・トゥロ · ウィツキーB・リビアK・ピラーJ・バティスタE・エンカー · ナシオン | 4                          | 一                         | E・ホズマー                | 左                         | Y・ベンチュラS・ペレスE・ホズマーB・ゾブリストM・ムスタカスA・エスコバーA・ゴードンL・ケインA・リオスK・モラレス |
| 5                        | 一                       | C・コラベロ              | 右                       | D・プライスR・マーティンC・コラベロR・ゴインズJ・ドナルド · ソンT・トゥロ · ウィツキーB・リビアK・ピラーJ・バティスタE・エンカー · ナシオン | 5                          | DH                         | K・モラレス                | 両                         | Y・ベンチュラS・ペレスE・ホズマーB・ゾブリストM・ムスタカスA・エスコバーA・ゴードンL・ケインA・リオスK・モラレス |
| 6                        | 遊                       | T・トゥロウィツキー      | 右                       | D・プライスR・マーティンC・コラベロR・ゴインズJ・ドナルド · ソンT・トゥロ · ウィツキーB・リビアK・ピラーJ・バティスタE・エンカー · ナシオン | 6                          | 三                         | M・ムスタカス              | 左                         | Y・ベンチュラS・ペレスE・ホズマーB・ゾブリストM・ムスタカスA・エスコバーA・ゴードンL・ケインA・リオスK・モラレス |
| 7                        | 捕                       | R・マーティン            | 右                       | D・プライスR・マーティンC・コラベロR・ゴインズJ・ドナルド · ソンT・トゥロ · ウィツキーB・リビアK・ピラーJ・バティスタE・エンカー · ナシオン | 7                          | 捕                         | S・ペレス                  | 右                         | Y・ベンチュラS・ペレスE・ホズマーB・ゾブリストM・ムスタカスA・エスコバーA・ゴードンL・ケインA・リオスK・モラレス |
| 8                        | 中                       | K・ピラー                | 右                       | D・プライスR・マーティンC・コラベロR・ゴインズJ・ドナルド · ソンT・トゥロ · ウィツキーB・リビアK・ピラーJ・バティスタE・エンカー · ナシオン | 8                          | 左                         | A・ゴードン                | 左                         | Y・ベンチュラS・ペレスE・ホズマーB・ゾブリストM・ムスタカスA・エスコバーA・ゴードンL・ケインA・リオスK・モラレス |
| 9                        | 二                       | R・ゴインズ              | 左                       | D・プライスR・マーティンC・コラベロR・ゴインズJ・ドナルド · ソンT・トゥロ · ウィツキーB・リビアK・ピラーJ・バティスタE・エンカー · ナシオン | 9                          | 右                         | A・リオス                  | 右                         | Y・ベンチュラS・ペレスE・ホズマーB・ゾブリストM・ムスタカスA・エスコバーA・ゴードンL・ケインA・リオスK・モラレス |
| 先発投手                 | 先発投手                 | 先発投手                 | 投球                     | D・プライスR・マーティンC・コラベロR・ゴインズJ・ドナルド · ソンT・トゥロ · ウィツキーB・リビアK・ピラーJ・バティスタE・エンカー · ナシオン | 先発投手                   | 先発投手                   | 先発投手                   | 投球                       | Y・ベンチュラS・ペレスE・ホズマーB・ゾブリストM・ムスタカスA・エスコバーA・ゴードンL・ケインA・リオスK・モラレス |
| D・プライス              | D・プライス              | D・プライス              | 左                       | D・プライスR・マーティンC・コラベロR・ゴインズJ・ドナルド · ソンT・トゥロ · ウィツキーB・リビアK・ピラーJ・バティスタE・エンカー · ナシオン | Y・ベンチュラ              | Y・ベンチュラ              | Y・ベンチュラ              | 右                         | Y・ベンチュラS・ペレスE・ホズマーB・ゾブリストM・ムスタカスA・エスコバーA・ゴードンL・ケインA・リオスK・モラレス |

ロイヤルズは初回裏に2番ベン・ゾブリストが、2回裏に6番マイク・ムスタカスがそれぞれソロ本塁打を放ち、2点を先行した。このうちムスタカスの一打については、右中間スタンドのファンがフェンス手前にグラブを伸ばして捕ったようにも見えたためビデオ判定が実施されたが、判定は変わらず本塁打と認められた。ブルージェイズ監督のジョン・ギボンズは判定を尊重したが、右翼手ホセ・バティスタや中堅手ベン・リビアは納得していない旨を試合後に述べている。ブルージェイズは4回表に3番バティスタのソロ本塁打で1点を返し、5回表にはロイヤルズの先発投手ヨーダノ・ベンチュラの連続与四球から無死一・二塁の好機を迎える。しかし9番ライアン・ゴインズ以降の3打者が打ち取られ、同点・逆転はならず。さらに6回表にも一死二塁と再び同点の走者を得点圏へ進めたが、ロイヤルズがベンチュラからケルビン・ヘレーラに継投すると、5番クリス・コラベロと6番トロイ・トゥロウィツキーは走者を還せずに凡退した。
ブルージェイズの先発投手デビッド・プライスは、7回裏に二死二塁とされたところで降板し、アーロン・サンチェスにマウンドを託す。しかしロイヤルズは、9番アレックス・リオスの適時左前打で1点を加えた。8回表、ロイヤルズは3番手投手としてライアン・マドソンを登板させた。ただマドソンは、今ポストシーズンでは5.0イニングで3本塁打を浴びていた。そしてこの回、4本目が生まれる。一死一塁で3番バティスタが2球目の速球を捉えると、打球は左翼ポール際への2点本塁打となってブルージェイズが同点に追いついた。ポストシーズンでの1試合2本塁打は、この日のバティスタがブルージェイズ史上初となる。マドソンは4番エドウィン・エンカーナシオンを歩かせて勝ち越しの走者を出塁させたところで降板に追い込まれ、抑え投手ウェイド・デービスが後続を断った。8回裏に入る前に、雨のため試合が中断した。
試合は45分後に再開され、ブルージェイズも抑え投手ロベルト・オスナをマウンドへ送った。ロイヤルズは先頭打者ロレンゾ・ケインが四球で出塁し、次打者エリック・ホズマーも右翼線近くへ落とす安打で続いた。ケインは二塁を回って三塁へ向かい、右翼手バティスタは回り込んで打球を捕ると、二塁付近にいた遊撃手トゥロウィツキーへ返球した。この返球を見たロイヤルズ三塁コーチのマイク・ジャースリーは、腕を回してケインに本塁突入を指示した。ケインはこの指示を見て「衝撃を受けた」と言うが、ジャースリーは以前に同じ状況でバティスタが見せたプレイぶりから、判断に自信を持っていた。ケインの長駆生還は成功し、ロイヤルズが1点を勝ち越した。9回表、デービスが1時間ほど待たされたにもかかわらずイニングまたぎで続投する。ブルージェイズは先頭打者ラッセル・マーティンの出塁後、代走ドルトン・ポンペイの連続盗塁などで無死一・三塁の好機を作る。しかしデービスは、代打ディオナー・ナバーロと1番リビアを連続三振に打ち取り、最後は2番ジョシュ・ドナルドソンを三ゴロに打ち取って試合を締め、ロイヤルズのリーグ連覇を決めた。